# Terre de Cassel

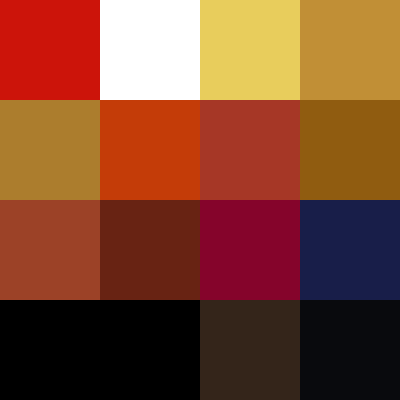
Les couleurs employées par Géricault pour le Radeau de la Méduse : la terre de Cassel est en 3e position sur la 4e ligne.

La terre de Cassel est un pigment brun naturel appartenant à la famille des oxydes de carbone. Elle se compose d'acide humique, contenant généralement des sels de fer. On la récolte dans des dépôts de tourbe ou de lignite. Plus sombre que la terre de Cologne, elle est utilisée en peinture, malgré une mauvaise résistance à la lumière (PRV1).
Le terme terre de Cassel fait l'objet d'une normalisation en France, qui précise que la dénomination n'implique nullement que le matériau provienne de la région de Cassel (PRV3).
Appelée aussi extrait de Cassel, la terre de Cassel remplace le brou de noix, plus cher, pour la teinture du bois.

## Dessin et calligraphie
Au XVIIIe siècle, les marchands de couleur de Cassel vendent des pigments jaune, brun et noirs connus comme terres à cause de leur caractère terne. L'appellation terre n'est pas rigoureuse ; il ne s'agit pas d'un matériau minéral, mais de produits de décomposition organiques à 92%. La terre de Cassel se joint à celles de Cologne, de Sienne, d'Ombre, et autres, pour la peinture à l'huile.
Pour produire le colorant utilisé en dessin ou calligraphie, on se contente de mélanger très peu d'extrait de Cassel avec de l'eau tiède ou chaude en plus ou moins grande quantité, selon la transparence désirée et de le remuer[réf. souhaitée]. La terre de Cassel a tendance à décharger sur les couleurs voisines en raison de sa teneur en bitumes (VTT).
Diluée dans de l'eau, la terre de Cassel a des caractéristiques proches de l'encre de Chine mais en brun. Il peut être complémentaire et donne une teinte plus chaude que le noir de l'encre de Chine pure. Dans les dessins de la Renaissance, on trouve souvent des mélanges encre de Chine, encre brune avec parfois des rehauts de blanc sur des papiers bruns[réf. nécessaire].

## Peinture
La terre de Cassel peut être mélangé à de l'huile de lin, de l'œuf, de la bière ou différents autres liants utilisés en peinture[réf. souhaitée].
La terre de Cassel est partiellement soluble dans l'huile ; sa principale qualité est la transparence ; elle est fragile et, utilisée en décoration, exige un vernissage rapide (VTT).
La dénomination terre de Cassel ne date que du XVIIIe siècle ; dès le milieu du XIXe siècle, on vend sous ce nom des substituts fabriqués avec des ocres calcinés, plus stables et qui ne migrent pas, mais moins transparents

## Toxicité
Ce pigment ne présente aucun risque connu à ce jour pour l'homme.